# Artur London
Pour les articles homonymes, voir London.
Artur London, né le 1er février 1915 à Mährisch-Ostrau et mort le 8 novembre 1986 à Paris, est un homme politique communiste tchécoslovaque, notamment connu pour sa condamnation lors des procès de Prague en 1952 et pour la publication de son ouvrage L'Aveu en 1968 adapté au cinéma par Costa-Gavras en 1970.

## Biographie

### Enfance
Artur London est né dans une famille juive, quatrième des cinq enfants d'Emil London, un ouvrier qui fut plus tard un membre fondateur du Parti communiste de Tchécoslovaquie. Sous l'influence de son père, il est impliqué dans des activités politiques dans les rangs de la jeunesse communiste depuis les premières années de sa jeunesse. À l'âge de quatorze ans, il est emprisonné, puis à nouveau trois ans plus tard.
Par la suite, suivant l'ordre du parti communiste, il entre dans l'illégalité et, en 1934, il se rend secrètement à Moscou. Il travaille ensuite dans les rangs de la section jeunesse de l'Internationale communiste.
Il y rencontre la sténographe Élizabeth Ricol, qu'il épouse en 1945. Ensemble, ils ont eu une fille, Françoise, et deux fils, Gérard et Michel.

### Espagne
En mars 1937, les époux London sont envoyés en Espagne pendant la guerre civile rejoindre les Brigades internationales. D'avril 1937 à janvier 1938, London travaille dans les services de sécurité de Valence et de Barcelone, puis dans le personnel des Brigades internationales d'Albacete en tant que chef du département balkano-slave du SIM (Servicio de Investigación Militar) sous le contrôle du NKVD soviétique.
Plus tard, il est promu au rang de commandant adjoint du SIM. En juillet 1938, il devient membre de la division des cadres du Comité central du Parti communiste d'Espagne et effectue des purges dans la branche catalane du Parti socialiste unifié de Catalogne (PSUC). Il n'a jamais combattu au front en Espagne, n'ayant eu d'activités que dans les arrières. Selon les historiens Annie Kriegel et Stéphane Courtois, en Espagne, il est chargé par le NKVD d'éliminer les trotskistes et les anarchistes. Ils le qualifient ainsi de « bourreau des déviationnistes »,.

### France
Après la défaite des républicains, les époux London s'enfuient en France. En août 1940, après que le PCF clandestin et la Main-d'œuvre immigrée (MOI) se sont trouvés désorganisés par la débâcle française, London est désigné par le PCF, avec ses aînés les Polonais Louis Grojnowski et Jacques Kaminski, pour faire partie du triangle de direction de la MOI. Sous le pseudonyme de « Gérard », London est chargé de la propagande et particulièrement des ressortissants tchécoslovaques, yougoslaves, roumains et hongrois.
À partir de l'été 1941, il est chargé du travail anti-allemand (TA), c'est-à-dire de la propagande en direction de la Wehrmacht et du recueil de renseignements. Dans un témoignage déposé au Dokumentatioarchiv des Österreichischen Widerstandes (DÖW), il décrit l'organisation du TA au moment de son arrestation.
Arrêté le 12 août 1942, il est condamné en mai 1943 à dix ans de travaux forcés et déporté à Mauthausen en février 1944.

### Après la guerre
Libérés des camps, les époux London reviennent en France avec le consentement du PCF et du Parti communiste tchécoslovaque. London est engagé à l'ambassade tchécoslovaque. En raison d'une tuberculose récurrente, il passe plusieurs mois en Suisse en 1947. À son retour, il devait prendre un poste de conseiller à la Légation de l'Ambassade tchécoslovaque à Paris.
Il est cependant accusé par les presses française et suisse d'être un agent des renseignements tchécoslovaques et le visa d'entrée français lui est refusé.
Selon l'historien Karel Bartošek, London aurait effectivement organisé, après la Seconde Guerre mondiale, un réseau d'espionnage en France, au profit de Prague et ce, sans en référer au PCF. À la fin de 1948, lui et sa famille retournent en Tchécoslovaquie.
Durant l'Holocauste, de sa fratrie, seuls sa sœur Flora (établie à New York) et lui ont survécu (Oskar étant mort à 20 ans, dans les années 1930).

### En Tchécoslovaquie
Dès le début de 1949, il est nommé vice-ministre des Affaires étrangères du régime communiste tchécoslovaque. À ce poste, il a sous sa direction le département des cadres. Dans son livre Les Aveux des archives, publié en 1996, Karel Bartošek soutient qu'avant d'être victime de l'appareil répressif stalinien, Artur London avait lui-même tenu un rôle dans cet appareil, attirant en 1949 Noel Field, communiste dissident, dans un procès-spectacle qui marqua l'ouverture des célèbres « purges ».

### Purgé
Au tournant des années 1940 et 1950, la recherche des « ennemis internes » a commencé dans les rangs du parti communiste de Tchécoslovaquie. London, en tant que juif et brigadiste avec des liens à l'étranger, devient l'un des suspects. À la fin de 1949, il est interrogé à plusieurs reprises et surveillé par les services de sécurité de l'État. Il est arrêté en 1951 et devient l'un des quatorze accusés du procès de Prague (1952), à qui l'on arrache sous la torture des aveux de « conspiration contre l’État », qui, par la suite, se révèleront fabriqués.
Dans un premier temps, il est censé être le principal accusé dans le procès prévu des anciens interbrigadistes, mais finalement il devient coaccusé dans le procès mené contre Rudolf Slánský, qui a lieu en novembre 1952.
Artur London échappe de justesse à la peine de mort par pendaison prononcée contre Slansky, Bedrich Geminder, Frejka, Clementis, Reicin, Margolius, Otto Sling, Otto Katz dit André Simone, Frank, Karel Svab et Fishl, mais il est condamné à la prison à perpétuité avec Vavro Hadju et Evzen Löbl. Lise London, persuadée de la culpabilité de son mari, demande le divorce. Après l'avoir vu en prison pour la première fois en avril 1953, elle apprend la vérité et retire sa demande. En automne 1954, elle voyage avec ses enfants en France pour se battre pour la libération de son mari.
Finalement, en février 1956, London est acquitté par le jugement de la Cour suprême, et son jugement est levé. Le parti communiste tchécoslovaque lui renouvelle son adhésion en juillet 1956.

### Exil en France

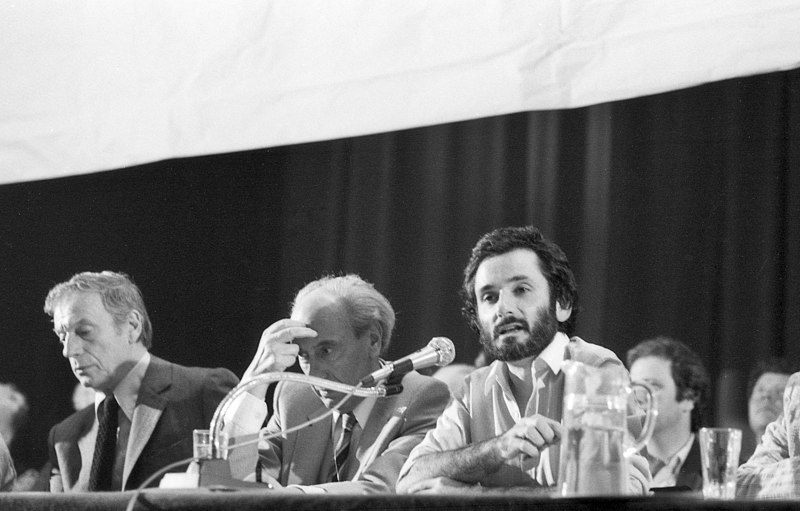
Yves Montand et Artur London lors d'une réunion de soutien à des prisonniers politiques tchécoslovaques.

En 1963, Artur London quitte la Tchécoslovaquie et s'installe en France. Il y publie Espagne…, ouvrage consacré à la guerre civile, ce qui est pour lui une façon de réhabiliter les anciens des Brigades internationales emprisonnés ou exécutés à l'issue des procès de Prague, Budapest et Sofia, puis en 1968, L'Aveu, adapté au cinéma par Costa-Gavras sous le même titre en 1970 ; son rôle est interprété par Yves Montand. La publication de ce livre et la réalisation du film qui en est tiré provoquent une violente polémique en France, qui accroît l'isolement du PCF vis-à-vis des intellectuels. En 1980, il est cité par Jean Ferrat dans sa chanson contre le stalinisme intitulée Le Bilan : « Vous aviez nom Kostov ou London ou Slánský ». Peu après l'élection de François Mitterrand en 1981, Arthur London et Yves Montand organisent ensemble un meeting à La Mutualité intitulé : « Plus jamais l'aveu ». Quand il meurt en 1986, le Parti communiste français envoie une délégation à ses obsèques.

### Mort
Sa femme, Lise London, née Lise Ricol, était la belle-sœur du dirigeant du PCF Raymond Guyot. Elle est décédée en 2012. Artur London est inhumé en compagnie de son épouse et de ses beaux-parents, Frédéric (1884-1959) et Françoise Ricol née Lopez (1883-1972), dans le cimetière parisien d'Ivry.
La place Lise-et-Artur-London, inaugurée en 2017, leur rend hommage à Paris.

## Décoration
- Médaille de la Résistance française (décret du 11 mars 1947)[14]

## Culture
Le réalisateur Chris Marker a présenté en 1971 son film sur Artur London : On vous parle de Prague : le deuxième procès d'Artur London.
En 1996, la publication du livre de Karel Bartošek Les Aveux des archives qui, après l'étude des archives tchécoslovaques, déboulonne celui qui était devenu une « figure emblématique de la lutte antistalinienne » pour montrer sa participation tant aux purges durant la guerre civile espagnole que sa participation aux premiers procès-spectacles organisés en Tchécoslovaquie, déclenche une violente polémique médiatique.

## Publications d’Artur et de Lise London

### Artur London
- Espagne..., Paris, EFR, 1966.
- L'Aveu, Paris, Gallimard, 1968.
- L'Aveu. Tome 2 : Dans l'engrenage du procès de Prague, Paris, Gallimard, 1970.
- Aux sources de « L'Aveu », Paris, Gallimard, 1997.

### Lise London
- L'échevau du temps (mémoires)
  - La mégère de la rue Daguerre, Paris, Le Seuil, 1995
  - Le printemps des camarades, Paris, Le Seuil, 1998